# Stomotoca pietschi
Stomotoca pietschi är en nässeldjursart som beskrevs av Martin 1975. Stomotoca pietschi ingår i släktet Stomotoca och familjen Pandeidae. Inga underarter finns listade i Catalogue of Life.